# Піскожил
Піскожил (Arenicola marina) — вид багатощетинкових червів з ряду Capitellida. Великі черви довжиною до 20 см, що мешкають у L-подібнох нірках, які риють в мулисто-піщаному ґрунті. Живляться, пропускаючи через кишечник донний осад. Піскожили населяють припливно-відпливну зону і верхню сублітораль морів Північної Атлантики і Льодовитого океану, де утворюють щільні поселення на великих територіях — «піскожильні пляжі».

## Будова
Тіло дорослого піскожила розділяється на три відділи: торакс, абдомен і хвостовий відділ. Покрови утворюють вторинні кільця, що не відповідають сегментації. Параподії торакса і абдомена сильно вкорочені, їхні черевні гілки перетворені у валики, що несуть один ряд гачкоподібних щетинок. У хвостовому відділі параподії відсутні. На спинному боці кожного з 11 адбомінальних сегментів розташовано по парі кущистих зябер.

## Спосіб життя
Піскожили мешкають в L-подібних нірках з укріпленими слизом стінками. Глибина нірки може досягати 20—30 см. Передній кінець тіла черва знаходиться в її горизонтальній ділянці, задній — у вертикальній. У результаті вилучення ґрунту в ході заковтування, осад над головним кінцем просідає, утворюючи на поверхні характерне воронкоподібне заглиблення. Для дефекації черви періодично піднімаються до поверхні ґрунту заднім кінцем вперед. Перебуваючи в нірці, піскожил постійно перистальтично скорочується, чим нагнітає в норку багату киснем воду з поверхні ґрунту.

## Прикладне значення
Використовується рибалками як наживка. З тканин піскожила були виділені дві форми пептиду з широким спектром антимікробної дії.